# آنتون کاراس

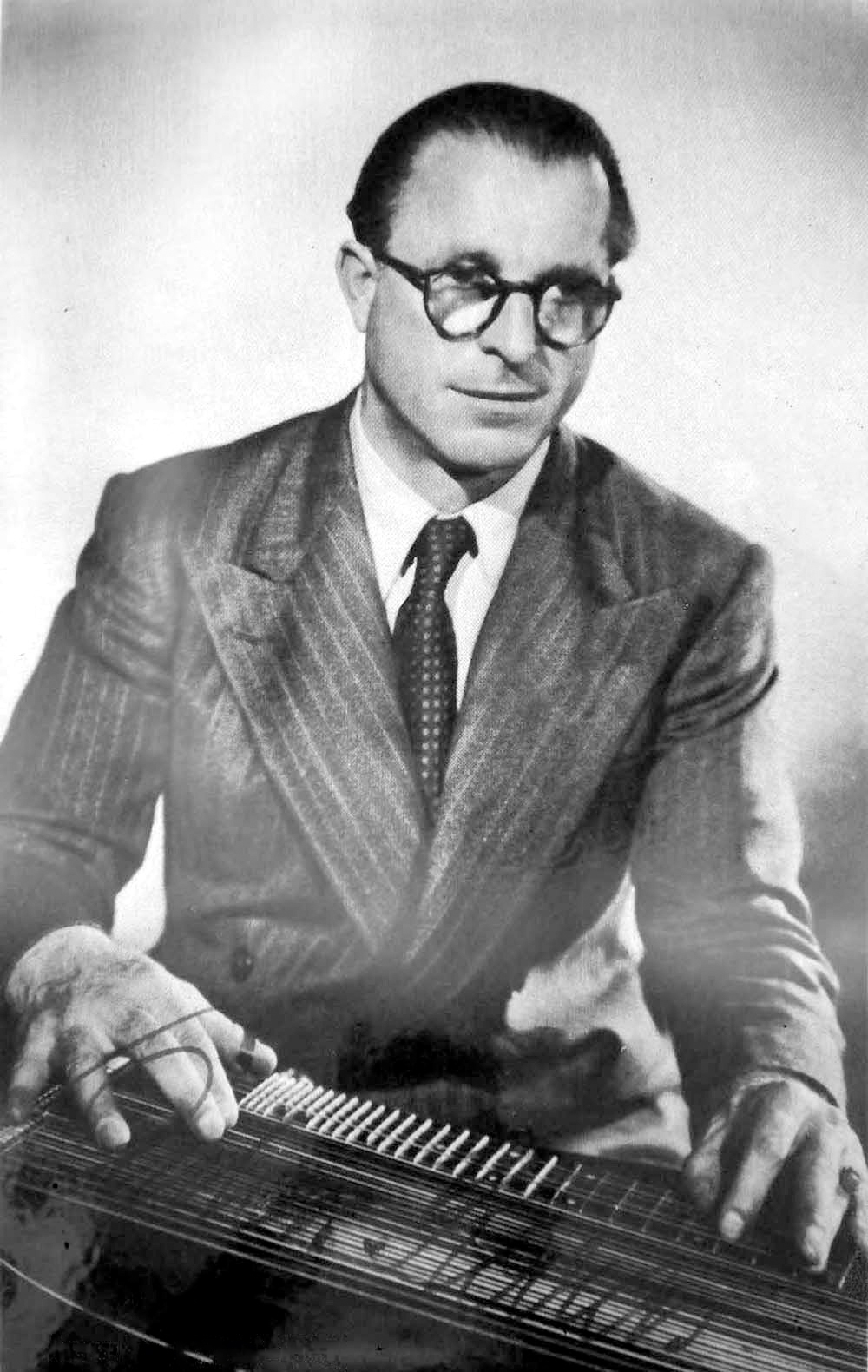
کاراس، ۱۹۵۱

آنتون کاراس (آلمانی: Anton Karas) (۷ ژوئیه ۱۹۰۶–۱۰ ژانویه ۱۹۸۵) آهنگساز و زیترنواز اهل اتریش (متولد وین) بود. شهرت او بیشتر به‌خاطر آهنگسازی فیلم مرد سوم ساختهٔ کارول رید است.